# Ujetje ljudi v Križni jami
V soboto 6. januarja 2024 se je ob 17. uri popoldne zaradi povišanega jamskega vodostaja v Križni jami na lokaciji, znana kot Križna gora, ujelo pet oseb, dva vodnika in tričlanska slovenska družina. Potapljači so s pogrešanimi stik vzpostavili okrog četrte ure zjutraj naslednjega dne. Nesreča je prvi tovrstni dogodek v Križni jami in tudi prvi tovrstni dogodek v Sloveniji v zadnjih dvajsetih letih nasploh.

## Ozadje
Križna jama je 8,273 km dolg jamski sistem na Bloški planoti, skoznjo teče reka Bloščica. Jama je odprta javnosti le z vodstvom vodiča, prehodnost pa otežujejo jamska jezera, ki se jih preči s čolnom. Jama je znana predvsem po zeleni barvi ter je tudi četrta jama na svetu po biotski raznovrstnosti. Gre za eno najbolje ohranjenih in najlepših jam na svetu. Med posameznimi jezeri so suhi predeli, na katerih se na daljših ogledih čoln tudi prenaša. Oglede jame organizira Društvo ljubiteljev Križne jame.

## Dogodek
Voda, ki teče skozi jamo, se je stekala s Hrvaške, kjer je pred dogodkom več dni deževalo. Gladina vode je sprva nekaj časa naraščala. Vremenske razmere po poročanju Sandija Curka, vodje regijske civilne zaščite, za obisk jame niso bile ugodne, vodostaj je pričel naraščati med obiskom skupine.
Skupina enega usposobljenega turističnega vodnika (tudi usposobljenega jamarja), enega turističnega vodnika pripravnika ter tričlanske slovenske družine se je začel v soboto zjutraj okrog osme ure, njihov načrtovan povratek je bil ob 15.00. Člani družine so bili stari med 22 in 58 let. Ker se niso vrnili, je dežurni vodnik, po poročanju vodje intervencije Luke Zalokarja, opravil pregled do devetega jamskega jezera, pogrešanih ni našel in nato sprožil intervencijo. Jamska voda je zaradi naraslega vodostaja zalila prehoda za jezerom 1 in za Kalvarijo. Ujeti so ostali na polici za sifonom okrog deset metrov nad vodno gladino. Na suhih predelih so za primere narasle vode pripravljeni tudi gorilniki, hrana in pijača. Ujeti se niso poškodovali in so bili v dobrem psihofizičnem stanju. Po navedbah predsednika lokalnega jamskega društva je bilo na mestu, kjer se je nahajala skupina, okrog 20 °C.

## Intervencija
Ob 17.25 je bila aktivirana Jamarska reševalna služba, ki je pred jamo prišla okrog 18. ure. V jamo sta se v soboto ob 21.15 potopila dva potapljača in zavarovala del poti. V nedeljo so se po poročanju Walterja Zakrajška, vodje Jamarske reševalne službe, ob 0.33 potopili štirje potapljači, ki so zavarovali naslednji del poti ter prenesli del zalog, zaščitne folije, ogrevan bivak, grelne blazine, hrano ter oblačila. Pogrešane so dosegli okrog četrte ure zjutraj, približno dva kilometra od vhoda v jamo. Potapljaška ekipa štirih se je na površje vrnila ob šesti uri zjutraj. 7. januarja okrog 14. ure so se v jamo potopili tudi potapljači Civilne zaščite republike Slovenije ter ujetim dostavili zdravila.
Intervencija je bila težavna, jamska voda je imela okrog 6°C, vidljivost je znašala 5 cm, potapljanje pa je oteževal močan tok vode. Potapljaška ekipa je za pot do oskrbovancev potrebovala od tri do štiri ure.
Za prenos opreme do prvega jezera je skrbela Jamarska reševalna služba. Aktiviral se je štab Civilne zaščite Občine Cerknica, ki je nudil logistično in organizacijsko pomoč intervencijskim ekipam nujne medicinske pomoči, reševalnih centrov Jamarske reševalne službe (JRS) Postojna, Ljubljana in Novo mesto; Enote za hitro posredovanje in Voda tehničnih potapljačev Uprave za zaščito in reševanje. Na kraju dogodka so bili tudi gasilci PGD Cerknica, Iga vas in cerkniški taborniki. Na kraju je bilo okrog 50 licenciranih potapljačev. Gasilci PGD Cerknica so osvetljevali vhod pred jamo ter skrbeli za logistiko. V nedeljo je bilo v intervencijo vključenih 95 oseb, dan kasneje pa 45.
V nedeljo 7. januarja vodostaj v nasprotju s pričakovanji dežurnega hidrologa ni omogočal evakuacije, zato so jo napovedali za najzgodneje v ponedeljek zjutraj, v kolikor pa to ne bi bilo mogoče pa so intervencijske sile napovedale 12-urni interval oskrbovanja. V noči iz 7. na 8. januar se je jamski vodostaj bistveno znižal in omogočil evakuacijo. Osebe so rešili v ponedeljek, 8. januarja. Ekipa potapljačev se je v jamo odpravila ob osmi uri zjutraj. Po navedbah vodje civilne zaščite Srečka Šestana se je evakuacija pogrešanih pričela ob 14. uri, vsi so se na površje vrnili ob 15.05 v dobrem psihofizičnem stanju.

## Odzivi
Predsednik vlade Robert Golob je preko omrežja X (bivši Twitter) sporočil, da zaupa v delo strokovnih intervencijskih ekip in da ve, da se lahko nanje zanese pri odločanju.